# Sobór Przemienienia Pańskiego w Lublinie
Sobór Przemienienia Pańskiego – katedra prawosławna w Lublinie. Główna świątynia diecezji lubelsko-chełmskiej Polskiego Autokefalicznego Kościoła Prawosławnego oraz siedziba lubelskiej parafii Przemienienia Pańskiego (w dekanacie Lublin). Mieści się przy ulicy Ruskiej.
Współcześnie istniejący (XXI w.) budynek został wzniesiony w latach 1607–1633 na miejscu dwóch starszych świątyń. Jego wyświęcenia dokonał w 1633 metropolita kijowski Piotr Mohyła. Jeszcze w trakcie budowy i przez następne kilka dziesięcioleci prawo własności cerkwi było przedmiotem zażartego sporu między prawosławnymi a unitami, którzy ostatecznie na stałe przejęli obiekt w 1695. Parafia lubelska wróciła do Kościoła prawosławnego w 1875, po przeprowadzonej przez administrację i wojsko carskie likwidacji unickiej diecezji chełmskiej.
Szczególnym kultem otaczane są przechowywane w soborze kopie Jerozolimskiej i Lubelskiej Ikony Matki Bożej.
Świątynia została wpisana do rejestru zabytków 21 stycznia 1960 i 21 lutego 1967 pod nr A/227.

## Historia

### Pierwsze cerkwie prawosławne w Lublinie
Źródła historyczne nie wskazują jednoznacznie na moment powstania w Lublinie pierwszej cerkwi prawosławnej. W kronice Wincentego Kadłubka znajduje się informacja o opanowaniu Lublina przez Daniela Halickiego i wzniesieniu przezeń zamku oraz świątyni prawosławnej. Obecność Daniela Halickiego w Lublinie jest jednak podważana przez część historyków. Z kolei z 1390 pochodzi dokument wspominający o zabójstwie dwóch kobiet z Kolechowic, udających się na „schizmatyckie Święto Spasa” (tj. prawosławną uroczystość Przemienienia Pańskiego) do Lublina. Sugerowałoby to istnienie w tym mieście znanej w okolicy cerkwi pod tym właśnie wezwaniem. Również autentyczność tego tekstu jest kwestionowana. Grzegorz Kuprianowicz i Mikołaj Roszczenko podkreślają, że od 1240 istniała prawosławna eparchia chełmska, która nie powstałaby, gdyby w regionie nie istniała już sieć parafii tego wyznania.
W 1825 unicki biskup chełmski Filip Felicjan Szumborski pisał (nie podając swoich źródeł informacji), iż cerkiew Spasa (tj. Przemienienia Pańskiego) przy Słomianym Rynku została ufundowana przez księżnę kijowską Marię Iwanownę w 1447. Zdaniem G. Kuprianowicza i M. Roszczenki obiekt musiał istnieć już wcześniej, gdyż w zachowanym tekście darowizny Jurija Czartoryjskiego o cerkwi pisze się jako o „z wieków dawnych fundowanej i zbudowanej”. Krzysztof Grzesiak ogólnie stwierdza, iż najstarsza świątynia prawosławna w Lublinie, znajdująca się na miejscu soboru, powstała w XIV w..
Nie ulega wątpliwości funkcjonowanie parafii prawosławnej w Lublinie w XVI stuleciu i korzystanie przez nią z cerkwi znajdującej się na miejscu dzisiejszego soboru. W kronice świątyni znajduje się również informacja o wzniesieniu w latach 1560–1573 klasztoru prawosławnego przy cerkwi.

### Konflikt prawosławno-unicki o przynależność cerkwi w Lublinie

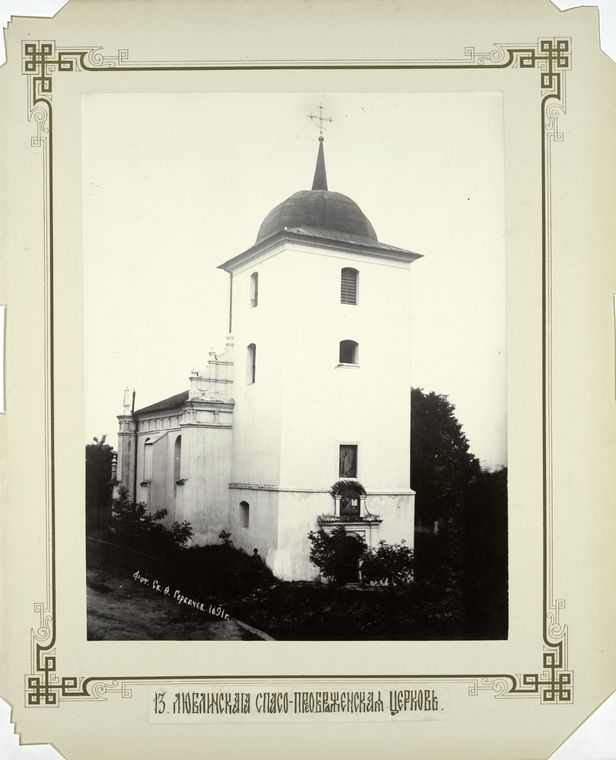
Widok soboru z 1891

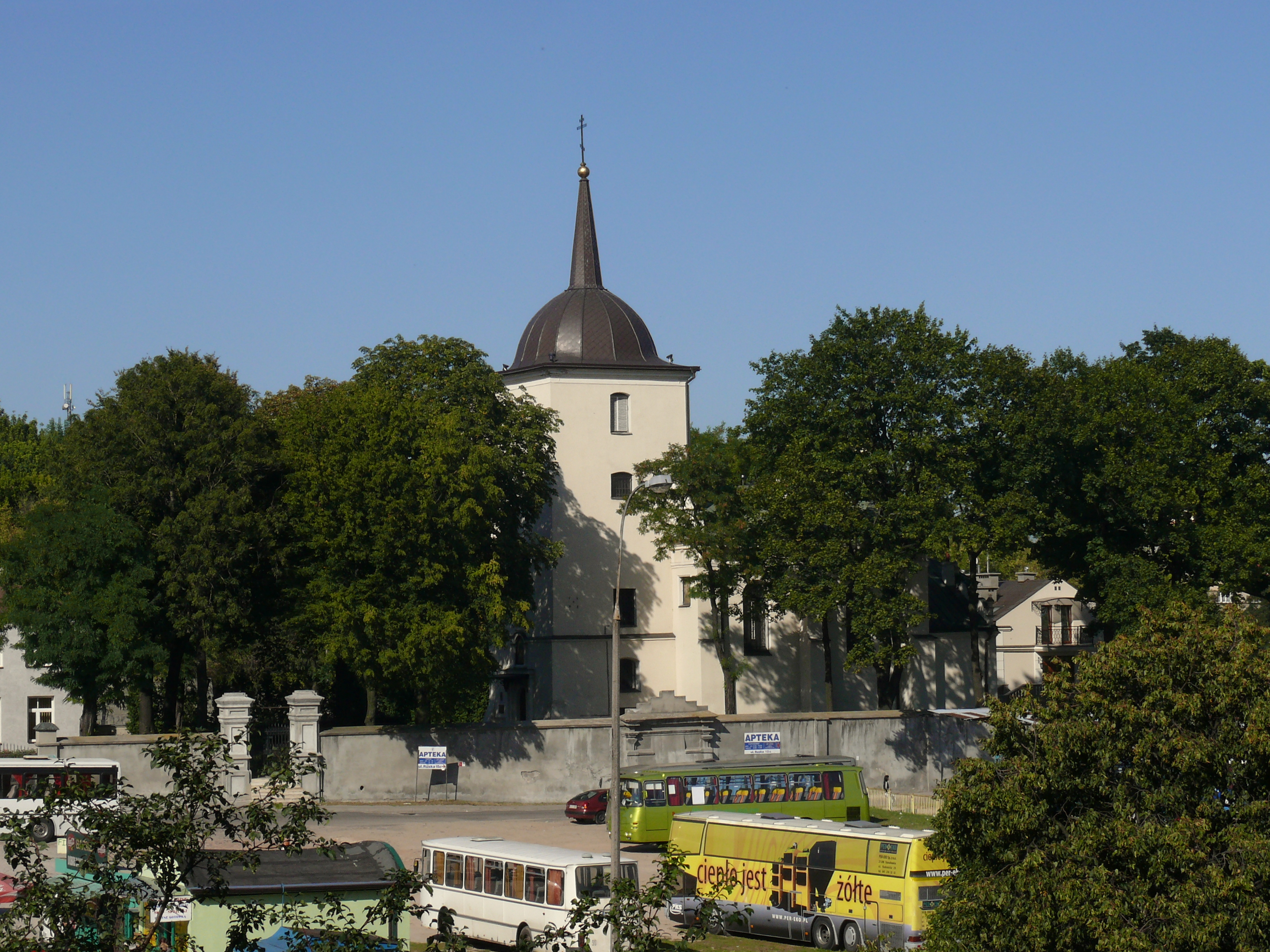
Widok ogólny soboru

W 1586 przy parafii Przemienienia Pańskiego w Lublinie powstało bractwo cerkiewne, którego patronem był św. Onufry Wielki. Z bractwem związani byli przedstawiciele najważniejszych rodów prawosławnych Rzeczypospolitej, zaś przywilej na jego utworzenie wydał patriarcha Antiochii. W rok po jego powstaniu członkowie bractwa zaangażowali się w budowę nowej świątyni, gdyż starsza spłonęła; ze zniszczonego budynku uratowano jedynie ikonostas. Moment ukończenia budowy nie jest znany, najprawdopodobniej poświęcenie nowej cerkwi nastąpiło na początku XVII stulecia, jednak obiekt ten szybko uległ zniszczeniu, gdyż już w 1607 bractwo przystąpiło do wznoszenia kolejnej, tym razem murowanej świątyni. Tym razem prace budowlane ciągnęły się przez 26 lat, czego prawdopodobną przyczyną był trwający konflikt lubelskiego bractwa z hierarchą unicką (biskup chełmski Dionizy w 1596 poparł unię brzeską, co teoretycznie oznaczało przejście na katolicyzm obrządku wschodniego całej diecezji). Sprawa przynależności cerkwi Przemienienia Pańskiego była kilkakrotnie przedmiotem rozpraw w trybunale lubelskim. Stronę prawosławną w konflikcie z unitami reprezentowało bractwo wspierane przez prawosławnego metropolitę kijowskiego Hioba i chełmskiego biskupa tego wyznania Paisjusza.
W 1633 nowo wybrany na władcę Rzeczypospolitej Władysław IV Waza uznał funkcjonowanie Kościoła prawosławnego w kraju za legalne, potwierdził przywilejami szereg praw jego wyznawców oraz zgodził się na odtworzenie hierarchii. Wśród wydanych dokumentów znalazły się dwa dotyczące cerkwi w Lublinie. Król zobowiązał się do sprawowania osobistej opieki na prawosławną świątynią w mieście i zgodził się na jej wyłączenie spod jurysdykcji unickich biskupów chełmskich. W tym samym roku metropolita kijowski Piotr Mohyła, podróżując do Kijowa z Krakowa, zatrzymał się w Lublinie, by 15 marca 1633 wyświęcić budynek cerkwi. Mimo deklaracji Władysława IV, już w 1635 unici siłą przejęli świątynię razem z działającym przy niej monasterem, co w 1638 zostało zalegalizowane nowym dokumentem królewskim. Protesty szlachty prawosławnej przedstawiane na sejmikach, dotyczące podobnych przypadków utraty budynków sakralnych, skłoniły władcę do wydania rok później uniwersału nakazującego staroście lubelskiemu zwrot cerkwi Przemienienia Pańskiego w ręce prawosławnego bractwa. Decyzja ta weszła w życie w roku następnym, jednak w 1645 obiekt znów znalazł się w rękach unitów. Cztery lata później lubelska świątynia została uwzględniona w wykazie cerkwi, jakie miały wrócić do prawosławnych na mocy postanowień ugody zborowskiej. Unici ponownie przejęli obiekt w 1658. Cerkiew w Lublinie wróciła do prawosławnych po zawarciu ugody hadziackiej. Pozycja wyznania prawosławnego w mieście znacznie jednak malała w miarę polonizacji szlachty ruskiej w regionie. Zmniejszała się liczba członków bractwa i jego znaczenie; ostatecznie parafia i monaster w Lublinie w 1695 ogłosiły przyjęcie unii. Nieliczni wierni, którzy po tej dacie pozostali przy prawosławiu, od 1785 uczęszczali do cerkwi Narodzenia Matki Bożej wzniesionej na potrzeby społeczności kupców greckich.
Wygląd cerkwi Przemienienia Pańskiego w Lublinie, obok lwowskiej cerkwi Wołoskiej, był inspiracją dla budowniczych cerkwi Podwyższenia Krzyża Pańskiego w Łucku.

### Cerkiew unicka
Po ostatecznym przejęciu przez unitów cerkiew Przemienienia Pańskiego w Lublinie zachowała status parafialnej, zaś działający przy niej monaster należał odtąd do zakonu bazylianów. W wyposażeniu świątyni zaszły w tym okresie znaczne zmiany, odzwierciedlające tendencje latynizacyjne i polonizacyjne w Kościele unickim. W nabożeństwach zaczęto wykorzystywać dotąd nieznane organy i dzwonki, wstawiono ołtarze boczne, homilie były głoszone w języku polskim.

### Ponowne przejęcie cerkwi przez prawosławnych

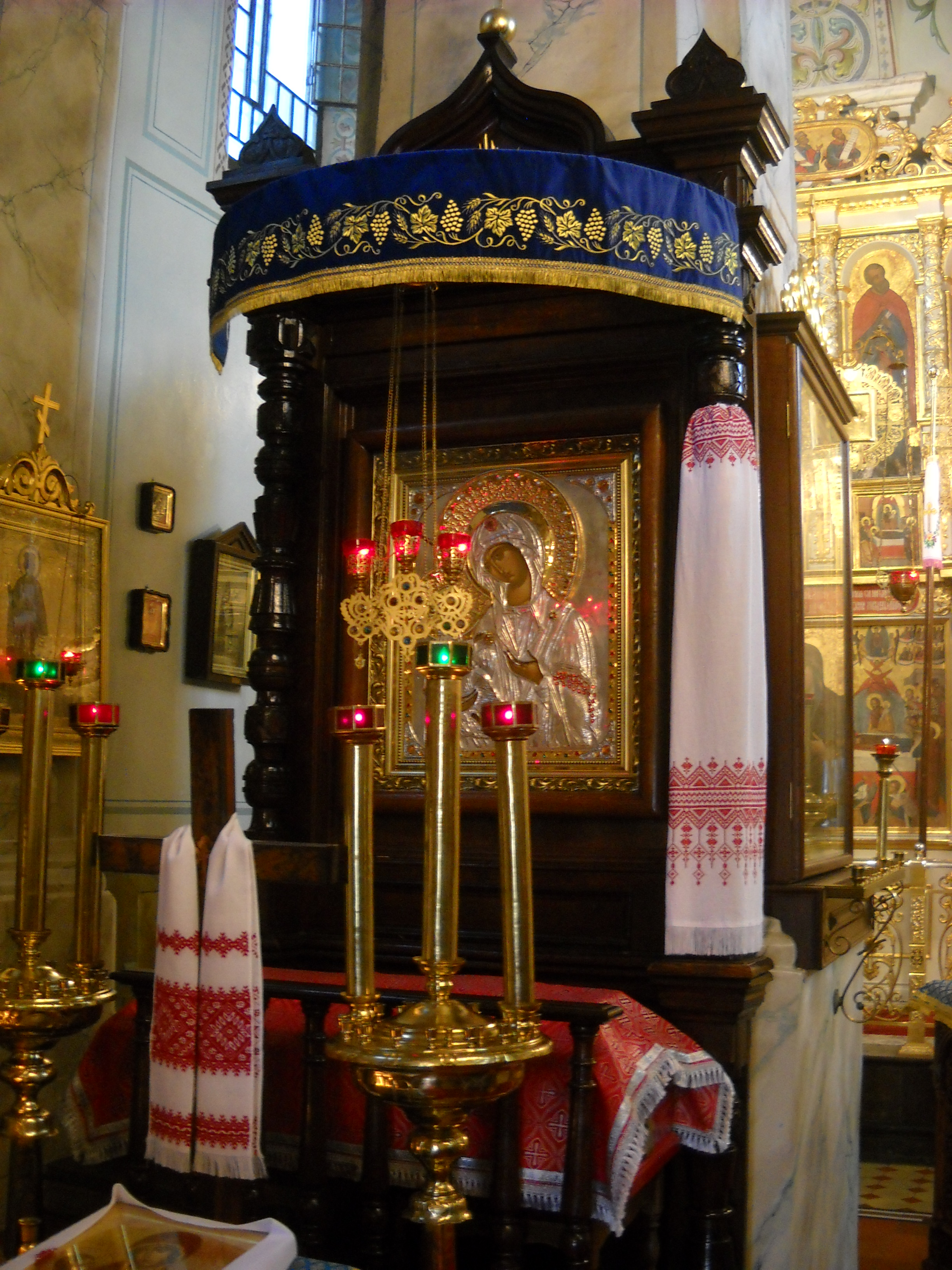
Kopia Jerozolimskiej Ikony Matki Bożej

Po 1864, w ramach przygotowań do likwidacji unickiej diecezji chełmskiej (co z kolei stanowiło część represji po stłumieniu powstania styczniowego) władze carskie stworzyły możliwość podjęcia pracy duszpasterskiej w tejże diecezji duchownym unickim z Galicji, uczestnikom ruchu obrzędowego i sympatykom ruchu moskalofilskiego. Mieli oni stopniowo usunąć z obrzędowości unickiej oraz ze świątyń tego wyznania elementy pochodzenia łacińskiego, by ułatwić następnie konwersję unitów na prawosławie. Parafię lubelską objął duchowny spod Lwowa, ks. Mikołaj Kolenkowski. W okresie kierowania przez niego placówką duszpasterską przeprowadzono remont cerkwi, usuwając z niej elementy typowo łacińskie. Proboszcz doprowadził również do stopniowego wprowadzenia w nabożeństwach rytu analogicznego do używanego w Rosyjskim Kościele Prawosławnym. Ostateczna likwidacja unii w Lublinie nastąpiła 11 maja 1875. W tym momencie reaktywowana parafia prawosławna liczyła 80 wiernych. Byli to przede wszystkim napływowi Rosjanie. Już kilka lat później, po ukończeniu budowy soboru Podwyższenia Krzyża Pańskiego w Lublinie, gubernator lubelski zasugerował likwidację parafii, na co nie zgodził się biskup lubelski Modest. Przy cerkwi ponownie zorganizowano prawosławne bractwo Przemienienia Pańskiego.
W 1881 przeprowadzono generalny remont budynku (sfinansowany przez cara Aleksandra II), eliminując z jego bryły i wyposażenia ostatnie elementy obce tradycji Rosyjskiego Kościoła Prawosławnego. W czasie remontu wykorzystano, aczkolwiek w dość niestaranny sposób, wzorzec ze zbioru Projekty cerkwiej Konstantina Thona. W kolejnych dziesięcioleciach (do wycofania się Rosjan z Lublina) cerkiew otrzymywała dary od patriarchy jerozolimskiego Damiana i metropolity kijowskiego Filoteusza. Pierwszy z wymienionych hierarchów podarował cerkwi Przemienienia Pańskiego kopię Jerozolimskiej Ikony Matki Bożej z cząsteczką relikwii Krzyża Pańskiego przyłożonych do Grobu Pańskiego.
Już na początku XX w., mimo przeprowadzonej kilkanaście lat wcześniej renowacji, świątynia była w stanie na tyle złym, że konieczny był nowy remont. Z inicjatywy biskupa warszawskiego Hieronima do obiektu wstawiono piece, wymieniono posadzkę, pozłocono ikonostas oraz odnowiono i ozdobiono zewnętrzne sztukaterie.
W 1915 rosyjska ludność Lublina udała się na bieżeństwo. Wyjeżdżający z miasta zabrali ze sobą przechowywane w soborze cudowne ikony, ewangeliarz, osiem dzwonów i część wyposażenia. Trafiły one do Monasteru Czudowskiego w Moskwie, a po jego zniszczeniu pod koniec lat 20. XX w. przepadły bez wieści.

### Okres międzywojenny i II wojny światowej
Pierwszy duchowny prawosławny wrócił do Lublina w 1920, co pozwoliło na wznowienie działania parafii Przemienienia Pańskiego. W pierwszych latach po odzyskaniu niepodległości prawosławni stracili niemal wszystkie posiadane w Lublinie świątynie oprócz cerkwi Przemienienia Pańskiego i cmentarnej cerkwi Świętych Niewiast Niosących Wonności. Polska administracja miasta rozważała także likwidację parafii Przemienienia Pańskiego i zmianę statusu cerkwi na filię parafii w Chełmie. Innym proponowanym rozwiązaniem było zamknięcie parafii bez zamykania samej cerkwi, która miała pozostać do dyspozycji prawosławnego kapelana wojskowego.
Ostatecznie plany te zostały zarzucone i parafia lubelska podjęła działalność w ramach dekanatu chełmskiego diecezji warszawsko-chełmskiej. Placówka duszpasterska była czynna przez cały okres międzywojenny. W 1923 należało do niej 265 osób, w połowie dekady ich liczba, według źródeł katolickiej diecezji lubelskiej, była wyższa i wynosiła 400 wiernych. Zdecydowanie mniejsza liczba wiernych, niż w przypadku innych parafii prawosławnych na Lubelszczyźnie (tylko parafia lubelska miała mniej niż 1000 członków) sprawiła, że w 1927 ponownie rozważano projekt przekazania obiektu kapelanowi wojskowemu, podczas gdy obowiązek prowadzenia akt stanu cywilnego zamierzano powierzyć parafii w Dratowie. Plan ten pozytywnie zaopiniował naczelny prawosławny kapelan Wojska Polskiego ks. płk Bazyli Martysz. Parafia lubelska pozostała jednak w dekanacie chełmskim diecezji warszawsko-chełmskiej. W 1939 liczbę należących do niej wiernych szacowano na 850 osób. Wyróżniała się wśród nich grupa emigrantów ukraińskich, byłych żołnierzy armii Ukraińskiej Republiki Ludowej oraz grupa Rosjan, którzy pozostali w Lublinie po 1918 r., uzyskali zatrudnienie na stanowiskach urzędniczych i w celu ich zachowania deklarowali narodowość polską.
W czasie II wojny światowej do 1943 działała w ramach diecezji chełmsko-podlaskiej Autokefalicznego Kościoła Prawosławnego w Generalnej Guberni. W czasie wojny uszkodzona została jej kopuła główna.

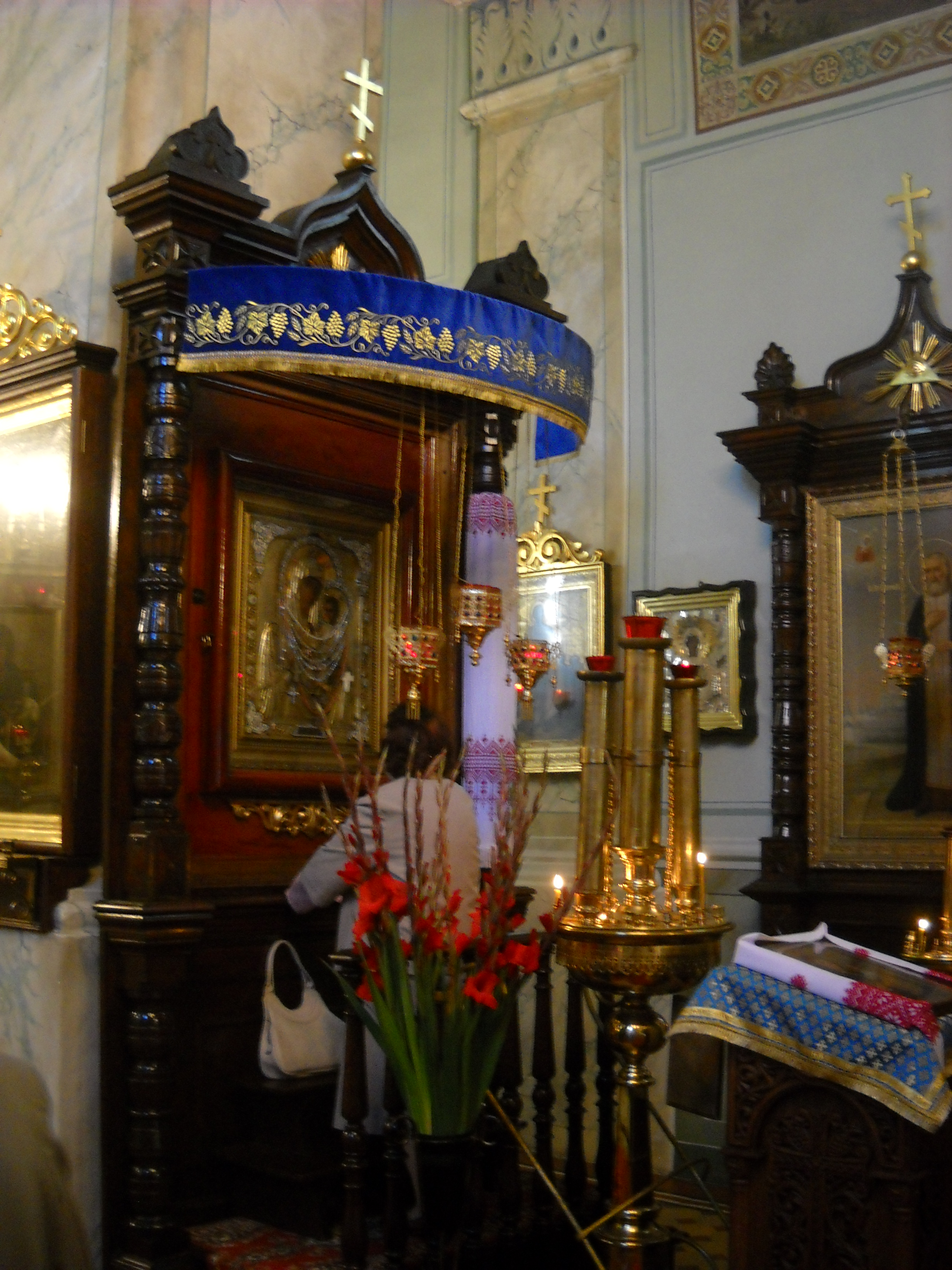
Lubelska Ikona Matki Bożej

Po wysiedleniu Ukraińców z RP do ZSRR w latach 1944–1946, wskutek którego likwidacji z braku wiernych uległo ponad 160 placówek duszpasterskich PAKP na ziemi lubelskiej i chełmskiej, cerkiew w Lublinie była jedną z sześciu cerkwi w regionie (obok świątyń w Chełmie, Włodawie, Hrubieszowie, Białej Podlaskiej i monasteru w Jabłecznej), na których istnienie, na wniosek biskupa lubelskiego Tymoteusza, wyraziły zgodę władze państwowe. Oficjalną przyczyną, dla której akurat te obiekty miały pozostać czynne, było zaspokajanie potrzeb religijnych prawosławnych Polaków.

### Po II wojnie światowej

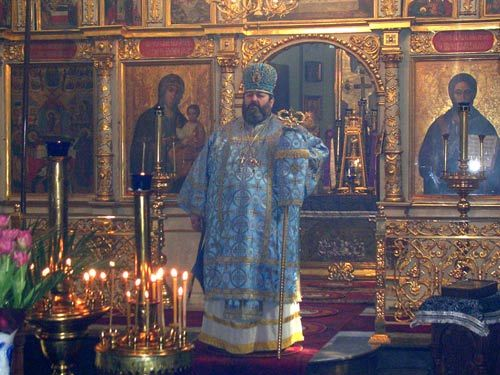
Arcybiskup lubelski i chełmski Abel, pierwszy ordynariusz diecezji lubelsko-chełmskiej, w soborze w Lublinie

W październiku 1945 cerkiew ponownie została otwarta dla wiernych po przybyciu do Lublina ks. Aleksego Baranowa. Z jego inicjatywy parafia przeprowadziła remont zniszczonej świątyni, częściowo dofinansowany przez Ministerstwo Odbudowy oraz przez wiernych diecezji białostockiej, którzy przekazali na ten cel ponad 11 tys. złotych. Dzięki staraniom ks. Baranowa PAKP uzyskał potwierdzenie praw własności cerkwi Przemienienia Pańskiego.
W latach 1986–1992 dokonano renowacji ikonostasu. Wcześniej, w latach 70., świątynia została okradziona – z jej wyposażenia zniknęło wówczas kilkanaście ikon, z których najstarsze powstały jeszcze w XVII w..
W 1989 erygowana została diecezja lubelsko-chełmska, która w intencji episkopatu PAKP ma kontynuować tradycje eparchii chełmskiej działającej przed unią brzeską oraz eparchii chełmskiej Patriarchatu Moskiewskiego. W tym czasie arcybiskupem diecezji zostaje Abel (Popławski). Katedrą nowej administratury została cerkiew Przemienienia Pańskiego, uzyskując tym samym po raz pierwszy w historii rangę soboru.
W 2003 r. Wojewódzki Konserwator Zabytków w Lublinie przyznał świątyni Laur Konserwatorski (za konserwację wystroju malarskiego wnętrza).
18 sierpnia 2016 sobór odwiedził patriarcha antiocheński Jan X, 21 sierpnia 2018 r. – metropolita całej Ameryki i Kanady Tichon, zwierzchnik Kościoła Prawosławnego w Ameryce, a 23 września tego samego roku – patriarcha aleksandryjski Teodor II.
W Tygodniu Modlitw o Jedność Chrześcijan cerkiew każdorazowo jest miejscem nabożeństwa ekumenicznego.

## Architektura
Cerkiew reprezentuje styl późnorenesansowy, jest orientowana, trójnawowa. Budowlę wzniesiono na planie prostokąta o bokach długości 25 i ok. 9 metrów. Nad przedsionkiem cerkiewnym usytuowana jest wieża-dzwonnica o wysokości 18 metrów. Budynek z zewnątrz zdobiony jest bardzo oszczędnie. Jedynie główna nawa posiada wyraźniej dekorowany szczyt z barokowymi wolutami. Sobór wieńczy jedna kopuła z krzyżem prawosławnym.
Zdaniem Piotra Krasnego wygląd i rozplanowanie świątyni stanowi modyfikację tradycyjnego ruskiego modelu cerkwi krzyżowo-kopułowej w kierunku trójprzęsłowej świątyni halowej z czterema wieżyczkami narożnymi. Obiekt wzniesiony jest na planie prostokąta; wewnątrz jego murów obwodowych cztery filary wydzielają przęsło, które nadaje wnętrzu świątyni centralizujący charakter, który może sugerować plan krzyżowy. Zdaniem tego samego autora wchodzący do cerkwi nie dostrzega jednak tego planu i ma raczej wrażenie, że przebywa w świątyni halowej o dwóch przęsłach.
Konstrukcja budynku wspiera się na dwuskokowych przyporach, które podtrzymują wysokie belkowanie z fryzem. Pastoforia świątyni wieńczą schodkowe szczyty i sterczyny w formie obelisków.

### Ikonostas

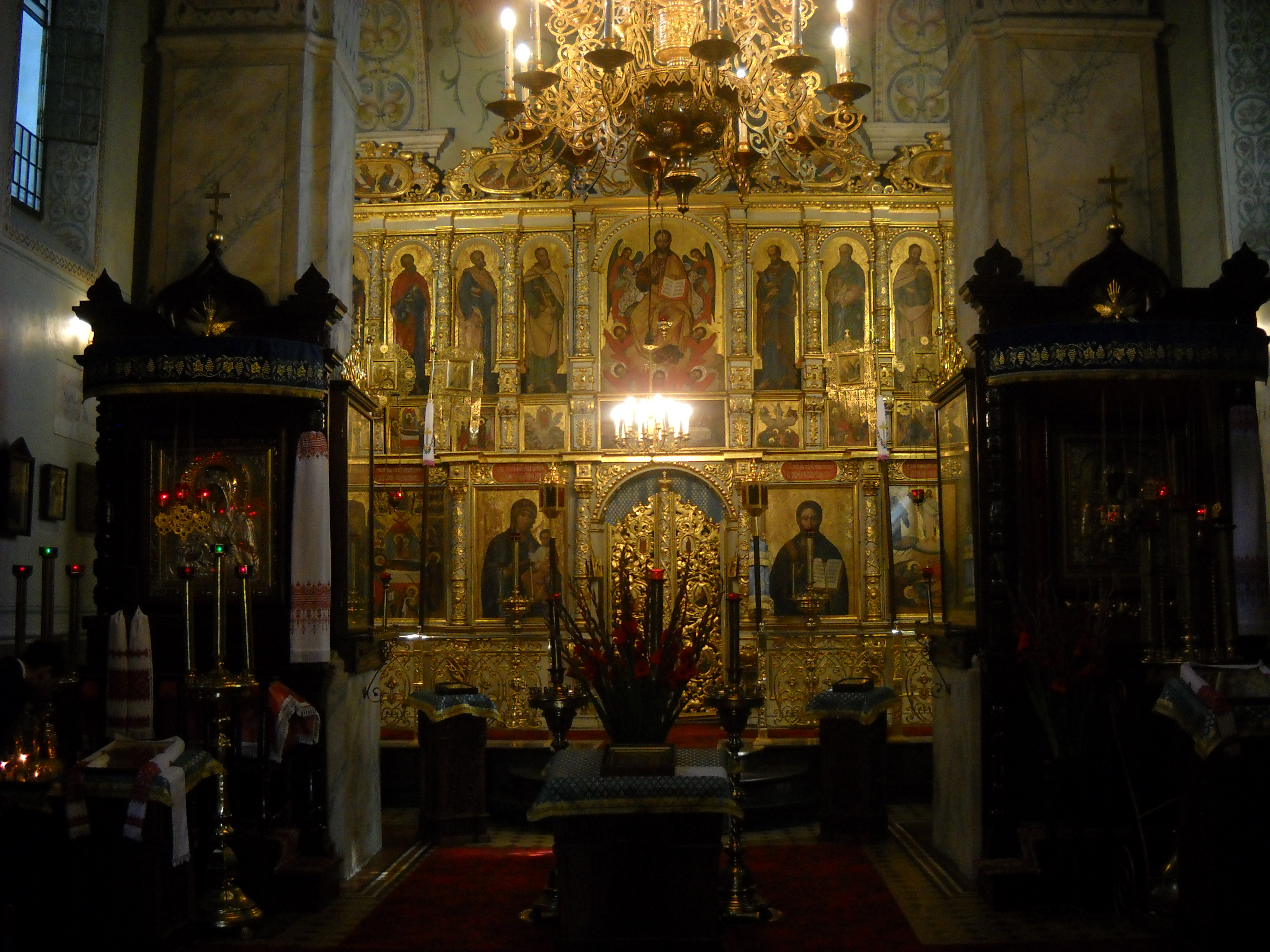
Wnętrze świątyni

Znajdujący się w soborze ikonostas powstał na początku XVII w., w czasie budowy murowanej cerkwi Przemienienia Pańskiego na miejscu zniszczonej drewnianej. Do jego konstruowania wykorzystano jednak obok siedemnastowiecznych również starsze wizerunki, powstałe jeszcze w XVI stuleciu. W XIX w. część ikon została zastąpiona nowymi wizerunkami. Wszystkie ikony zostały napisane temperą na lipowej desce, przez nieznanych artystów.
Ikonostas w lubelskim soborze jest konstrukcją czterorzędową, wykonany został w stylu późnorenesansowym, w swojej kompozycji naśladuje dwukondygnacyjny, zwieńczony attyką budynek. W pierwszym rzędzie znajdują się kolejno od lewej – św. Bazylego Wielkiego, św. Wawrzyńca, Zaśnięcia Matki Bożej (prawdopodobnie najstarszy wizerunek w całym ikonostasie), Matki Bożej w typie Hodegetrii, Chrystusa Zbawiciela, Przemienienia Pańskiego, św. Szczepana i św. Mikołaja. Drugi rząd tworzą ikony dwunastu wielkich świąt prawosławnych: Narodzenia Pańskiego, Chrztu Pańskiego, Wprowadzenia Matki Bożej do Świątyni, Zaśnięcia Matki Bożej, Zwiastowania, Zmartwychwstania Pańskiego, Przemienienia Pańskiego, Narodzenia Matki Bożej, Wjazdu Chrystusa do Jerozolimy, Spotkania Pańskiego, Zesłania Ducha Świętego i Wniebowstąpienia Pańskiego. W XIX w. w centralnej części rzędu umieszczona została wykonana w tym samym stuleciu ikona Ostatniej Wieczerzy.
W trzecim rzędzie ikonostasu centralne miejsce zajmuje ikona Chrystusa Pantokratora powstała w XVIII w. Prawdopodobnie pierwotnie po jej bokach znajdowały się wizerunki Matki Bożej i Jana Chrzciciela, tworząc kompozycję deesis. Doszło jednak do zmiany układu całości, pozostałe miejsce w rzędzie zajmują bowiem ikony apostołów. Czwarty rząd ikonostasu przedstawia ułożonych parami proroków starotestamentowych. Ich wyobrażenia mają kształt medalionów. Najwyższe miejsce w ikonostasie zajmuje wizerunek Boga Ojca.
Łącznie ikonostas ma długość 9,5 metra i 5 metrów 65 cm wysokości. Ikony w rzędzie namiestnym oddzielają kolumny korynckie wsparte na czworobocznych cokołach, zdobione ornamentami okuciowymi i oplecione imitacją winnej latorośli.

### Inne elementy wyposażenia wnętrza
Szczególnym kultem otaczane są przechowywane w cerkwi wizerunki Matki Bożej: kopia Jerozolimskiej Ikony Matki Bożej oraz kopia Lubelskiej Ikony Matki Bożej. W okresie zaboru rosyjskiego cerkiew otrzymała również w darze od patriarchy jerozolimskiego Damiana kamień z Golgoty. W świątyni przechowywana jest także kopia Poczajowskiej Ikony Matki Bożej pochodząca, podobnie jak ikonostas, ze starszej cerkwi działającej na miejscu soboru. W listopadzie 2015 do soboru sprowadzono ikonę św. Andrzeja (napisaną w ławrze Poczajowskiej); w wizerunku umieszczono cząstkę relikwii świętego (przysłaną z Grecji). W soborze znajdowały się też relikwie św. Serafina Wyznawcy, przeniesione w grudniu 2017 r. do cerkwi w Rzeszowie.

## Postacie związane ze świątynią
W latach 1897–1898 w cerkwi służył, jako biskup lubelski, przyszły patriarcha moskiewski i całej Rusi Tichon.